# Ancud (kommun)
Ancud är en kommun i Chile.   Den ligger i provinsen Provincia de Chiloé och regionen Región de Los Lagos, i den södra delen av landet, 1 000 km söder om huvudstaden Santiago de Chile.
I omgivningarna runt Ancud växer i huvudsak städsegrön lövskog. Runt Ancud är det ganska glesbefolkat, med 29 invånare per kvadratkilometer.